# Esomus altus
Esomus altus är en fiskart som först beskrevs av Blyth, 1860.  Esomus altus ingår i släktet Esomus och familjen karpfiskar. IUCN kategoriserar arten globalt som livskraftig. Inga underarter finns listade i Catalogue of Life.